# The Beggar's Deceit
Pour plus de détails, voir Fiche technique et Distribution.
The Beggar's Deceit est un court métrage muet britannique, réalisé par Cecil Hepworth, sorti en 1900.
Le film est un sketch comique filmé à partir d'une position de caméra statique, avec une composition de l'image divisée en trois tiers : sur la gauche le mendiant, dans le centre le trottoir et les piétons, et sur la droite la route et la circulation des véhicules.

## Synopsis
Un mendiant cul-de-jatte avec une pancarte autour du cou portant l'inscription « paralysé » se pousse lentement et laborieusement sur un chariot le long du trottoir, et sollicite l'aumône des sympathiques passants. Un policier, que l'on aperçoit au loin au début du film, s'approche lentement de la scène. Suspicieux, il donne une tape sur l'épaule du mendiant, qui, pris de panique, se relève et s'enfuit sur ses jambes parfaitement fonctionnelles. Le policier trébuche sur le chariot avant de reprendre pied et de partir à la poursuite du mendiant.

## Fiche technique
- Titre : The Beggar's Deceit
- Réalisation : Cecil Hepworth
- Producteur : Cecil Hepworth
- Société de production : Hepworth Manufacturing Company
- Pays d'origine :  Royaume-Uni
- Langue : anglais
- Format : Noir et blanc - Muet
- Genre : Comédie
- Durée : 58 secondes
- Dates de sortie :
  -  Royaume-Uni : novembre 1900

## Source de la traduction
- (en) Cet article est partiellement ou en totalité issu de l’article de Wikipédia en anglais intitulé « The Beggar's Deceit » (voir la liste des auteurs).